# Coroana de foc
Coroana de foc este un film de aventuri românesc din 1990, regizat de Sergiu Nicolaescu. Rolurile principale sunt interpretate de Sergiu Nicolaescu, George Alexandru, Vladimir Găitan, Virgil Flonda, Ștefan Velniciuc, Ion Rițiu și Simona Șomăcescu.
Acest film prezintă o legendă petrecută în Evul Mediu, imediat după descălecatul Țării Românești. Într-un sanctuar de origine dacică, păzit de „Timp”, personaj metafizic, o Coroană îl așteaptă pe cavalerul care o merită, alături de o spadă destinată exclusiv apărării țării. Pentru a nu fărâmița statul, stăpânul unei cetăți fortificate cere uciderea unuia dintre cei doi fii gemeni pe care îi născuse regina. Copilul este salvat de cel care trebuia să-l ucidă și este crescut și educat de acesta. La maturitate, fiul alungat revine pentru a-și cere drepturile asupra coroanei și își ucide fratele geamăn.

## Rezumat
Întoarsă dintr-o cruciadă, o oaste cruciată formată din 1.000 de oșteni în zale și armuri și condusă de prințul Herbert (Ștefan Velniciuc) trece prin Țara Românească, în perioada imediată de după descălecatul acesteia. Oastei cruciate i se alătură un prinț localnic care îi convinge pe comandanți să se îndrepte spre o cetate fortificată stăpânită de un rege (Vladimir Găitan), promițându-i prințului Herbert că-i va plăti 5000 de taleri pe an și că îi va fi vasal pe viață dacă va reuși să ajungă noul rege. Prințul localnic era fratele geamăn al regelui și plecase cu ani în urmă în exil pentru a nu împărți țara și a nu o face vulnerabilă în fața dușmanilor. Dar, între timp, regele începuse să plătească bir Bizanțului, iar prințul plecat în exil se simțea scârbit de moliciunea și lașitatea fratelui său geamăn.
Înainte de luptă, cavalerul cruciat Norbert (Ion Rițiu), plecat în recunoaștere, dăduse de un sanctuar străvechi aflat într-o peșteră de lângă Sfinxul din Bucegi. Acolo se afla pe o masă de piatră o coroană de aur străjuită de trei săbii, înfipte în stâncă. Când Norbert se îndreaptă spre masă, în fața sa apare un bătrân care îi spune că el este „Timpul” și păzește de peste 1000 de ani cele trei săbii care au aparținut strămoșilor oamenilor de aici și o coroană strămoșească fermecată adusă de la Sarmizegetusa, pe care nu o poate lua decât cel care o merită. Cavalerul încearcă să scoată săbiile din stâncă, dar nu reușește, iar apoi pune mâna pe coroană cu gândul de a o aduce prințului Herbert. În acel moment, coroana ia foc, mănușa cavalerului se lipește de metalul încins, iar Norbert este silit să-și taie mâna pentru a scăpa.
Cei 150 de străjeri ai cetății, conduși de căpitanul Gorun (Sergiu Nicolaescu), reușesc să facă față atacului oastei cruciate, dar prințul localnic pătrunde neobservat în cetate. El se luptă cu fratele său geamăn și îl ucide, lupta dintre cei doi frați fiind văzută numai de un sfetnic (Virgil Flonda). Sfetnicul viclean îl recunoaște pe învingător ca rege și, cum între cei doi frați nu era nicio deosebire fizică, prințul preia tronul regelui mort. Cruciații se retrag învinși, iar prințul Herbert și cu cavalerul Norbert se duc la peșteră pentru a lua coroana, dar nu reușesc.
Regina (Cornelia Pavlovici), care era în travaliu în timpul luptei, naște doi copii gemeni și apoi moare. Noul rege îi poruncește căpitanului Gorun să ia unul dintre cei doi copii și să-l arunce în Prăpastia Plângerii pentru ca țara să rămână întreagă și să fie condusă de un singur rege. După plecarea lui Gorun, regele îi cere sfetnicului să trimită un arcaș pentru a-l ucide pe căpitan și a fi păstrat astfel secretul. Pe marginea prăpastiei, căpitanul Gorun se răzgândește și refuză să mai arunce copilul, dar este săgetat de arcaș pe când trecea prin trecătoare. În cursul agoniei sale, în fața căpitanului apare bătrânul care simbolizează „Timpul” și, pentru că Gorun a făcut o faptă bună, îi dă timp de la el pentru a educa acel copil.
În următorii 10 ani de la lupta cu cruciații, regele i-a învins pe pecenegi și pe cumani și i-a alungat pe bizantini și pe tătari, întinzând țara de la munți la Marea Neagră. El este nemulțumit că tânărul prinț (interpretat de Vlad Nemeș) devenise o persoană crudă, lacomă și hrăpăreață. În acest timp, Gorun și copilul pe care-l salvase de la moarte au trăit în munți, căpitanul luându-l pe copil la pescuit și la vânătoare și învățându-l să lupte. Cei doi merg în peștera sihastrului, iar copilul este întrebat de Timp dacă vrea să ia coroana, dar el răspunde că nu vrea decât ceea ce i se cuvine.
După trecerea a încă 10 ani, prințul (interpretat de George Alexandru) este dus de sfetnic la peșteră pentru a lua coroana, dar aceasta ia foc. Având vârsta de 20 de ani, căpitanul Gorun îl trimite pe tânărul frate geamăn al prințului în Târgul Nuca pentru a cunoaște lumea, urmărindu-l îndeaproape fără ca acesta să știe. Târgul este atacat și prădat de tâlharii lui Trestie (Corneliu Gîrbea), iar fratele geamăn al prințului, ajutat de Gorun, îi învinge pe tâlhari cu ocazia unei lupte care a avut loc în hanul din localitate, salvând-o pe tânăra hangiță (Simona Șomăcescu). La sfârșitul luptei sosește și căpitanul Paloș cu garda regală și crede că prințul era cel care i-a învins pe tâlhari. Între timp, adevăratul prinț a încercat să o violeze pe soția căpitanului Paloș, iar aceasta s-a sinucis cu un pumnal. Gorun îi spune prințului adevărul și amândoi se hotărăsc ca fratele geamăn să-i ia locul prințului.
Nemulțumit de fetele de la curte, regele îl pune pe prinț să aleagă o fată din popor, iar acesta o alege pe hangița din Târgul Nuca. Fata provenea dintr-o familie de neam mare, dar părinții ei fuseseră uciși de tătari, ea fiind crescută apoi de hangiu. În dimineața de după nuntă urma să aibă loc un turnir între prinț și cavalerul Vartala. Gorun îl lovește pe Vartala, lăsându-l inconștient, iar fratele geamăn al prințului îi ia locul și îl ucide în luptă pe adevăratul prinț. Noul prinț mărturisește adevărul regelui, iar acesta îl acceptă ca prinț. Sfetnicul este silit să bea cupa cu mătrăgună pe care se pregătea să i-o dea regelui.
În acea perioadă, o armată cruciată se îndrepta din nou spre Bizanț, iar prințul Herbert și cavalerul Norbert decis să se abată din drum pentru a se răzbuna pe Cavalerul Dragonului (prințul localnic) care îi trădase cu 20 de ani în urmă. Comandanții oștilor decid să se dea o luptă cu lancea și cu sabia pe viață și pe moarte între trei oșteni din fiecare tabără. Din tabăra cruciaților sunt aleși să lupte Herbert, Norbert și Vartala, iar de cealaltă parte regele, prințul și căpitanul Gorun. Turnirul are loc pe malul Mării Negre, iar din cei șase combatanți supraviețuiește doar tânărul prinț. Acesta din urmă plânge lângă trupul neînsuflețit al căpitanului Gorun, dar Timpul îi spune prințului că Gorun murise în trecătoare cu mulți ani în urmă.
Prințul (devenit acum rege) se duce în sanctuar, iar, la îndemnul Timpului de a lua coroana, el răspunde că poate domni și fără coroană, lăsând-o acolo ca un simbol al unirii și dreptății.

## Distribuție
- Sergiu Nicolaescu — căpitanul Gorun
- George Alexandru — prințul / fratele geamăn al prințului
- Vladimir Găitan — regele / fratele geamăn al regelui
- Virgil Flonda — sfetnicul / Timpul
- Ștefan Velniciuc — prințul cruciat Herbert
- Ion Rițiu — cavalerul cruciat Norbert
- Simona Șomăcescu — mireasa prințului, fostă hangiță în Târgul Nuca
- Cornelia Pavlovici — regina
- Roxana Gutman — soția căpitanului Paloș (menționată Roxana Ionescu)
- Manuela Hărăbor — doica prințului
- Ion Marinescu — hangiul din Târgul Nuca
- Corneliu Gîrbea — tâlharul Trestie (menționat Cornel Gîrbea)
- Ion Colan — căpitanul Paloș
- Vlad Nemeș — prințul la 10 ani
- Aurelian Georgescu
- Paul Fister
- Constantin Păun
- Viorel Plăvițiu — cavalerul Vartala

## Producție
Scenariul filmului Coroana de foc a fost scris plecând de la o idee a lui Sergiu Nicolaescu. Regizorul a declarat că povestea sa preferată în copilărie a fost „Tinerețe fără bătrânețe și viață fără de moarte”; el a văzut apoi filmul italian Coroana de oțel cu Massimo Girotti, la cinematograful „Apollo” din Timișoara, fiind impresionat de subiectul filmului, o legendă din Evul Mediu.
După finalizarea filmului Mircea în vara anului 1989, Sergiu Nicolaescu s-a gândit să facă un nou film bazat pe o legendă (el regizase în 1974 filmul Nemuritorii, bazat și el pe o legendă medievală), având și mijloacele necesare: costumele, decorurile și locurile de filmare. Scenariul a fost scris rapid de Francisc Munteanu, după ideea lui Sergiu Nicolaescu. Titlul inițial al filmului urma să fie „Legenda Carpatină”, iar într-un interviu publicat în numărul din iunie 1989 al revistei Cinema regizorul își anunța intenția de a realiza „o baladă optimistă, viguroasă, bărbătească, care să înfrunte destinul”, combătând mesajul fatalist și defetist transmis de baladele populare românești Miorița și Meșterul Manole.
Filmările au început în vara anului 1989 și au fost realizate în colaborare cu Ministerul Apărării Naționale, acest lucru fiind menționat pe genericul de început. Consilier militar al filmului a fost col. dr. Constantin Ucrain. Regizorul a relatat că a „fost relaxat, neavând nici un alt gând privind filmul”.
Unul dintre rolurile principale a fost atribuit Simonei Șomăcescu (n. 1969), prim-balerină a Operei Naționale București.

## Recepție
Filmul Coroana de foc a fost vizionat de 602.221 de spectatori la cinematografele din România, după cum atestă o situație a numărului de spectatori înregistrat de filmele românești de la data premierei și până la data de 31.12.2007 alcătuită de Centrul Național al Cinematografiei. El a fost cel mai vizionat film românesc din anul 1990, pe locurile 2 și 3 clasându-se două filme realizate în anii anteriori: Mircea tot al lui Sergiu Nicolaescu (cu 459.726 spectatori) și De ce trag clopotele, Mitică? al lui Lucian Pintilie (cu 352.761 spectatori).
Analizând acest film, criticul Călin Căliman îl considera „o altă «poveste pentru copii» istorisită de Sergiu Nicolaescu”, „o «ficțiune istorică» sau, mai curând, un «basm cinematografic» din familia «filmelor de capă și spadă»”, plin de suspans.
Într-un articol publicat în 1990 în revista Cinema, criticul Mircea Alexandrescu aprecia suspansul și ritmul nervos și sacadat al producției, caracteristice filmelor de acțiune, considerând că în acest film Sergiu Nicolaescu și-a demonstrat încă o dată „profesionalismul, ca și temperamentul de cineast al acțiunii dezlănțuite”.
Criticul Tudor Caranfil nu a dat filmului nicio stea și a făcut următorul comentariu: „Într-un ev mediu zbuciumat, imediat după descălicatul Țării Românești, într-un sanctuar dominat de «Timp», personaj metafizic, o Coroană îl așteaptă pe cavalerul care o merită, alături de o spadă destinată exclusiv apărării țării. Doi gemeni, părinți a doi fii gemeni caracterizați maniheist, își dispută favorurile Coroanei care arde palmele celui ce n-o merită. Deși «Numai cel ce-o merită o poate lua!», acesta n-o vrea, conștient de caracterul coruptibil al Puterii. Șmecherii, cei care știu să scoată coroanele din foc cu mâinile altora, nu mai intră în calcul. Din colaționarea lozincilor debitate în acest film confuz, fiindcă nu e nici istorie, nici basm, s-ar putea însăila un manifest electoral. Caracterul retoric al parabolei datorate lui Francisc Munteanu impune grandilocvență interpreților, trei dintre aceștia având dublu rol, fapt ce nu ridică probleme, ținând cont de distribuirea maniheistă a personajelor în bune-rele.”

## Premii
Arhitectul Ștefan Antonescu a fost distins în anul 1990 cu Premiul pentru scenografie al Asociației Cineaștilor din România (ACIN) pentru decorurile filmului Coroana de foc.